# Citla
Citla (?- Volcán Citlaltépetl, 28 de septiembre de 2017) fue un perro mestizo mexicano, que vivió gran parte de su vida en el volcán Citlaltépetl, recordado por rescatar y guiar alpinistas perdidos o víctimas de algún accidente.

## Historia
Si bien se desconoce su edad, la leyenda cuenta que hace años un albañil subió a la Sierra Negra para trabajar en la construcción del Gran Telescopio Milimétrico (GTM), llevando con él a su cachorro para que le hiciera compañía.
Citla, acompañaba a los alpinistas en su ascenso por el Citlaltépetl, y con el paso del  tiempo fue conociendo los senderos de dicho volcán. Ganó popularidad y el cariño de la gente por ayudar a cualquier persona que se perdiera en el volcán, guiándolos a  algún refugio. 
Se conocen 3 lugares donde acostumbraba refugiarse: la caseta de vigilancia del Gran Telescopio Milimétrico, a 4 mil metros sobre el nivel del mar; la Cueva del Muerto, a 4 mil 200 metros sobre el nivel del mar; y la parte alta de la montaña, a 4 mil 660 metros sobre el nivel del mar.

## Últimos años
Pasó sus últimos años luchando contra un tumor hepático, el cual provocó que su hígado comenzara a retener líquidos y generó un cuadro de anemia. Los veterinarios que lo atendieron descubrieron que el tamaño de su corazón era superior al de cualquier perro, que las almohadillas de sus patas habían aumentado para poder caminar en la nieve y su pelo había crecido para poder soportar las bajas temperaturas. Finalmente, murió, consecuencia de su enfermedad, el  28 de septiembre de 2017.

## Homenajes
Citla fue sepultado a 4.100 metros sobre el nivel del mar, en el valle del Encuentro, donde los alpinistas le hicieron una tumba, adornándola con flores y otros elementos decorativos.
Cada 28 de septiembre diversos grupos de alpinistas suben hacia la tumba de Citla para realizar una ceremonia en su honor.